# Lužani (ort i Kroatien)
Lužani är en ort i Kroatien.   Den ligger i länet Brod-Posavina, i den östra delen av landet, 150 km sydost om huvudstaden Zagreb. Lužani ligger 92 meter över havet och antalet invånare är 1 198.

Lužanis vapen: Blåa, vita och gula linjer

Terrängen runt Lužani är platt åt nordväst, men åt sydost är den kuperad. Runt Lužani är det ganska glesbefolkat, med 35 invånare per kvadratkilometer. Närmaste större samhälle är Požega, 19,2 km norr om Lužani. Trakten runt Lužani består till största delen av jordbruksmark.